# Carphoborus cholodkowskyi
Лубоед Холодковского малый, или лубоед Холодковского, или карфоборус Холодковского (лат. Carphoborus cholodkowskyi), — вид жуков из семейства долгоносиков. Назван в честь Н. А. Холодковского.

## Распространение
Распространён в Северной и Восточной Европе. В России — в северной и центральной части страны, а также в Сибири. В Мурманской области известен по нескольким находкам в заповеднике Пасвик на западе региона. Включён в местную Красную книгу.

## Описание
Длина тела 1,4—2 мм. Зазубрен и приподнят передний край надкрылий.

## Биология
Жизненный цикл связан с сосной.